# Любовна терапия (филм, 1987)
Вижте пояснителната страница за други значения на Любовна терапия.
„Любовна терапия“ е български игрален филм (драма) от 1987 година на режисьора Искра Йосифова, по сценарий на Детелин Бенчев. Оператор е Емил Пенев. Музиката във филма е композирана от Божидар Петков.

## Актьорски състав
- Стефан Воронов – Славейко
- Веселина Бостанджиева – Майката
- Минчо Колев – Бащата
- Ивайло Тодоров – Приятелят на Славейко
- Иван Савов – Любовник
- Лидия Стефанова – Любима
- Анна Беспалова – Богдана